# Archivo Nacional de Asunción
El Archivo Nacional de Asunción (ANA) es una institución cultural pública de Paraguay. Tiene el objetivo de reunir, conservar y difundir el patrimonio documental del país y de Río de la Plata. Se encuentra adscrito al Departamento de Cultura del Ministerio de Educación y Ciencias.
Su fundación se remonta hasta 1537 por lo que es la más antigua de la región. Fue el 4 de noviembre de 1855 en que el Archivo es reorganizado como un ente nacional durante el gobierno del presidente Carlos Antonio López, siendo el primer director de la misma el ministro José Falcón hasta el fin de la Guerra de la Triple Alianza.
La Secretaría Nacional de Cultura desde su elevación de Subsecretaría en 2008, es la regente actual del Archivo Nacional.